# Radical 150
Le radical 150, qui signifie la vallée, est un des 20 des 214 radicaux chinois répertoriés dans le dictionnaire de Kangxi composés de sept traits.
Le caractère Unicode de 谷 est 8C37.

## Caractères avec le radical 150
| nombre de traits          | caractères |
| ------------------------- | ---------- |
| Sans trait supplémentaire | 谷         |
| 3 traits supplémentaires  | 谸         |
| 4 traits supplémentaires  | 谹 谺 谻   |
| 6 traits supplémentaires  | 谼         |
| 7 traits supplémentaires  | 谽         |
| 8 traits supplémentaires  | 谾         |
| 10 traits supplémentaires | 谿 豀 豁   |
| 11 traits supplémentaires | 豂         |
| 12 traits supplémentaires | 豃         |
| 15 traits supplémentaires | 豄         |
| 16 traits supplémentaires | 豅         |